# Cascadia (juego de mesa)
Cascadia es un juego de mesa para entre uno y cuatro jugadores creado por el diseñador de juegos Randy Flynn y publicado en 2021 por Flatout Games. El nombre del juego hace referencia a la región de Cascadia, en el noroeste del Pacífico.
En su turno, cada jugador añade una loseta a su bioma, formado a partir de las losetas colocadas previamente. Luego puede colocar un peón de animal en una loseta que acepte este animal. Cada tipo de animal tiene una condición específica para ganar puntos de victoria. El conjunto más grande de mosaicos contiguos del mismo paisaje también proporciona puntos. El juego termina tras veinte rondas, ganando el jugador con más puntos de victoria.

## Premios
Entre otros galardones, Cascadia ha obtenido los siguientes:
- 2022 Ganador del premio Spiel des Jahres.
- 2022 Ganador del International Gamers Award en la categoría de juego en solitario.
- 2021 Ganador del Meeples Choice Award.
- 2021 Ganador del premio Golden Geek en la categoría de juego ligero.